# Melanie Mikala
Melanie Mikala (3 de mayo de 1997) es una deportista alemana que compitió en tiro con arco, en la modalidad de arco compuesto. Ganó dos medallas en el Campeonato Europeo de Tiro con Arco al Aire Libre, bronce en 2008 y oro en 2012.

## Palmarés internacional
| Campeonato Europeo al Aire Libre | Campeonato Europeo al Aire Libre | Campeonato Europeo al Aire Libre | Campeonato Europeo al Aire Libre |
| Año                              | Lugar                            | Medalla                          | Prueba                           |
| -------------------------------- | -------------------------------- | -------------------------------- | -------------------------------- |
| 2008                             | Vittel (Francia)                 | Medalla de bronce                | Equipo                           |
| 2012                             | Ámsterdam (Países Bajos)         | Medalla de oro                   | Equipo                           |